# 透明ネズミ
『透明ネズミ』(原題：The Invisible Mouse、1947年9月27日、劇場公開時『透明ネズミの巻』)はトムとジェリーの作品の一つ。日本においては現在パブリックドメインとなっている。

## スタッフ
- 監督 - ウィリアム・ハンナ　ジョセフ・バーベラ
- 製作 - フレッド・クインビー
- 作画 - アーヴン・スペンス、エド・バージ、リチャード・ビッケンバック、ドン・パターソン、ケネス・ミューズ(クレジット無し)
- 音楽 - スコット・ブラッドリー

## 作品内容
ジェリーはいつものようにトムに追いかけられていたが、不意に「色消しインク」（Invisible　Ink。本来は不可視インク（いわゆる「消えるインク」のこと））の瓶の中に入ってしまう。
ジェリーはインクの外へ出たとたんに自分の下半身が見えなくなったことに気が付く。すっかり味を占めたジェリーは体中にインクを付け、いわば透明ネズミになってしまう。
一方、トムはチーズを仕掛けてジェリーを待ち伏せしていた。ジェリーは自分の姿が見えないのをいいことにトムに悪戯を山ほど仕掛ける。目の前で奇妙な現象ばかり起こるあまり「熱がある」と思い込んだトムはついに寝込んでしまう。
ところが透明の体になっても影は映ってしまうらしく、それがきっかけでトムに正体がばれてしまう。トムはさらに床一面に小麦粉をばらまき、ジェリーが逃げると足跡が残るように仕向ける。序盤こそ攻撃を外し「missed me(当たらないもんね)」とからかわれたりするも、ついにカーテンでジェリーを捕まえる。トムは本でジェリーをしばきあげようとするが、わずかな隙間からジェリーは逃げ出し、お返しにトムの尻目掛けてゴルフクラブでスイングし、挙句、外で眠っていたスパイクをクラブで床抜けに叩き落してトムにその罪を着せる。トムはスパイクにフルショットを連発される羽目に。
悪戯を楽しんで大満足のジェリーは自身の体色と同じチョコレートドリンクを飲み干すと体の色がみるみる元に戻っていくのだった。

## 登場キャラクター
トム
いつものようにジェリーを追いかけるが、やがて色消しインクで透明になったジェリーの前に防戦一方となる。その後影で正体を見抜いたためジェリーを一度は捕まえるも逃げられ、やがてジェリー、続いてスパイクにゴルフクラブで尻を叩かれ続けた。
ジェリー
例によってトムに追いかけられるが、透明インクで自身の正体を隠すとトムに猛反撃。影で正体がばれ一度は捕まるも逃げ出しゴルフクラブで再反撃する。その後スパイクの頭をクラブで殴って床下に落とし、そのクラブをトムに渡して濡れ衣を着せ（「トムがスパイクを殴った」ことにし）、自身は逃げたのちチョコレートドリンクで元通りの姿になった。
スパイク
外で昼寝をしていたところを透明のジェリーからゴルフクラブで殴られ床下へ落とされるが、ジェリーがクラブをトムに渡したため「トムの仕業」と思い込み、やがてトムをクラブでしばき上げながら追い回す。